# 小島達矢
小島 達矢（こじま たつや、1987年 -）は、日本の小説家、推理作家。東京都生まれ。埼玉県さいたま市在住。埼玉県立宮代高等学校、東京電機大学工学部第二部卒業。本名は同じ。

## 概要
2009年に大学を卒業後、就職先を2ヶ月で退職し、アルバイトをしながら小説を執筆した。同年、題材や趣向の異なる9つの短編を収めた『ベンハムの独楽』で新潮社とフジテレビが共催する第5回新潮エンターテインメント大賞を受賞。この賞は毎回ひとりの作家が最終選考をつとめるのが特徴で、この回の選考を担当した荻原浩は贈呈式で「気がつくと作者の術中にはまりドキドキしながらラストまでふわっと着地させられ、満場一致で受賞作と決めました」と語った。2010年、同作で小説家デビュー。
柳下修平主催の「映画ファンの集い」に常連として参加し、2016年からは「どいらじ」というトークバラエティ番組をYouTubeで配信開始。自らを「映画凡人」と称し、「映画に詳しくはないけれど人並み以上に映画を愛している」と語っている。

## 作品リスト

### 単行本
- ベンハムの独楽（2010年1月 新潮社）
  - 収録作品：アニュージュアル・ジェミニ / スモール・プレシェンス / チョコレートチップ・シースター / ストロベリー・ドリームズ / ザ・マリッジ・オブ・ピエレット / スペース・アクアリウム / ピーチ・フレーバー / コットン・キャンディー / クレイジー・タクシー
- 夏休みの拡大図（2012年6月 双葉社）
- ジューン・プライド（2013年10月 文藝春秋）
  - 収録作品：ジューン・プライド / ミルク・ロード / スペース・トラブル / プレジャー・ハンター / ウィッシュ・ストーリー
- シュレーダーの階段（2014年1月 双葉社）

### アンソロジー
「」内が小島達矢の作品
- ベスト本格ミステリ2013（2013年6月 講談社ノベルス）「僕の夢」

### 雑誌掲載短編
- 来訪者（新潮社『小説新潮』2010年3月号）
- プレゼント・フォー・ユー（集英社『小説すばる』2010年6月号）
- 宇宙人と青い部屋（光文社『小説宝石』2010年6月号）
- 同居人（新潮社『小説新潮』2010年10月号）
- 未来人と赤い手紙（光文社『小説宝石』2010年12月号)
- 地球人と黄色い装置（光文社『小説宝石』2011年2月号)
- 404号室（集英社『レンザブロー』2011年2月25日更新）
- マイノリティー・リピート（文藝春秋『別冊文藝春秋』2011年7月)
- It's Just Begun（新潮社『小説新潮』2011年11月号）
- 家族会議（双葉社『小説推理』2011年12月号）
- 釣り（実業之日本社『ジェイノベル』2012年4月号）
- 僕の夢（集英社『小説すばる』2012年4月号）
- ひまわり少女と猫じゃらし少年（実業之日本社『ジェイノベル』2013年11月号）
- 強迫／漂白（講談社『メフィスト』2013 Vol.3）
- ひとりぼっちの聖者（新潮社『小説新潮』2014年1月号）
- 交換／送還（講談社『メフィスト』2014 Vol.1）